# Phyllanthus juglandifolius
Phyllanthus juglandifolius là một loài thực vật có hoa trong họ Diệp hạ châu. Loài này được Willd. miêu tả khoa học đầu tiên năm 1814.

## Hình ảnh

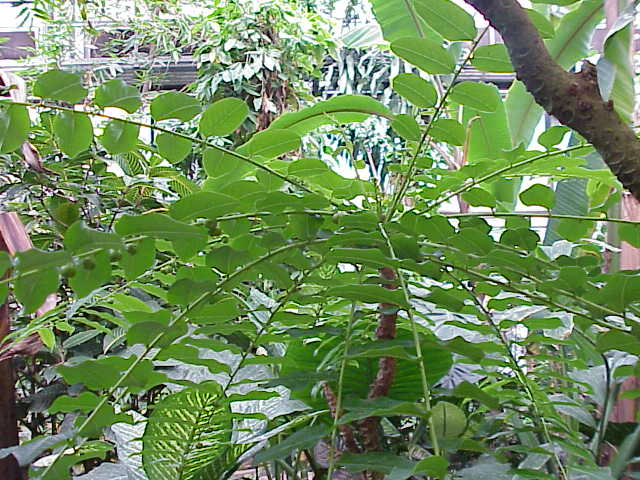
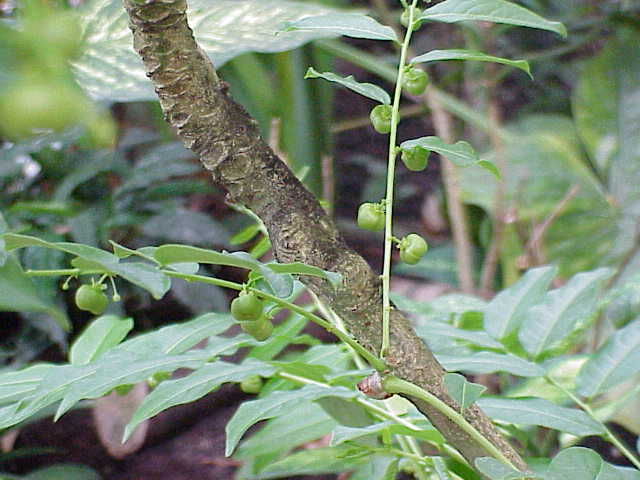